# Islington, Jamaica
Islington är en ort i Jamaica.   Den ligger i parishen Parish of Saint Mary, i den östra delen av landet, 40 km norr om huvudstaden Kingston. Islington ligger 195 meter över havet och antalet invånare är 2 958. Den ligger på ön Jamaica.
Terrängen runt Islington är kuperad åt sydost, men åt nordväst är den platt. Havet är nära Islington åt nordost. Runt Islington är det ganska tätbefolkat, med 172 invånare per kvadratkilometer. Närmaste större samhälle är Port Maria, 7,5 km nordväst om Islington. I omgivningarna runt Islington växer i huvudsak städsegrön lövskog.